# Стройпрогресс
«Стройпрогре́сс» (ГК «Стройпрогресс») — российская группа компаний, созданная в 1989 году на базе объединения «Главмоспромстроя», как генподрядная строительная организация. Сферы деятельности: строительство, нефтедобыча, производственное обеспечение, логистика, рекреация, банковские услуги, страхование, ресторанный бизнес. Полное фирменное наименование — ООО «Группа компаний „Стройпрогресс“». Штаб-квартира — в Москве.
В качестве генподрядчика компания построила ряд административных, промышленных и инфраструктурных объектов (в том числе газопроводы, инженерные сети и пр.) в Москве, Тамбовской области, Тульской области, Курганской области, Северной и Южной Осетии, а также в ряде других регионов.

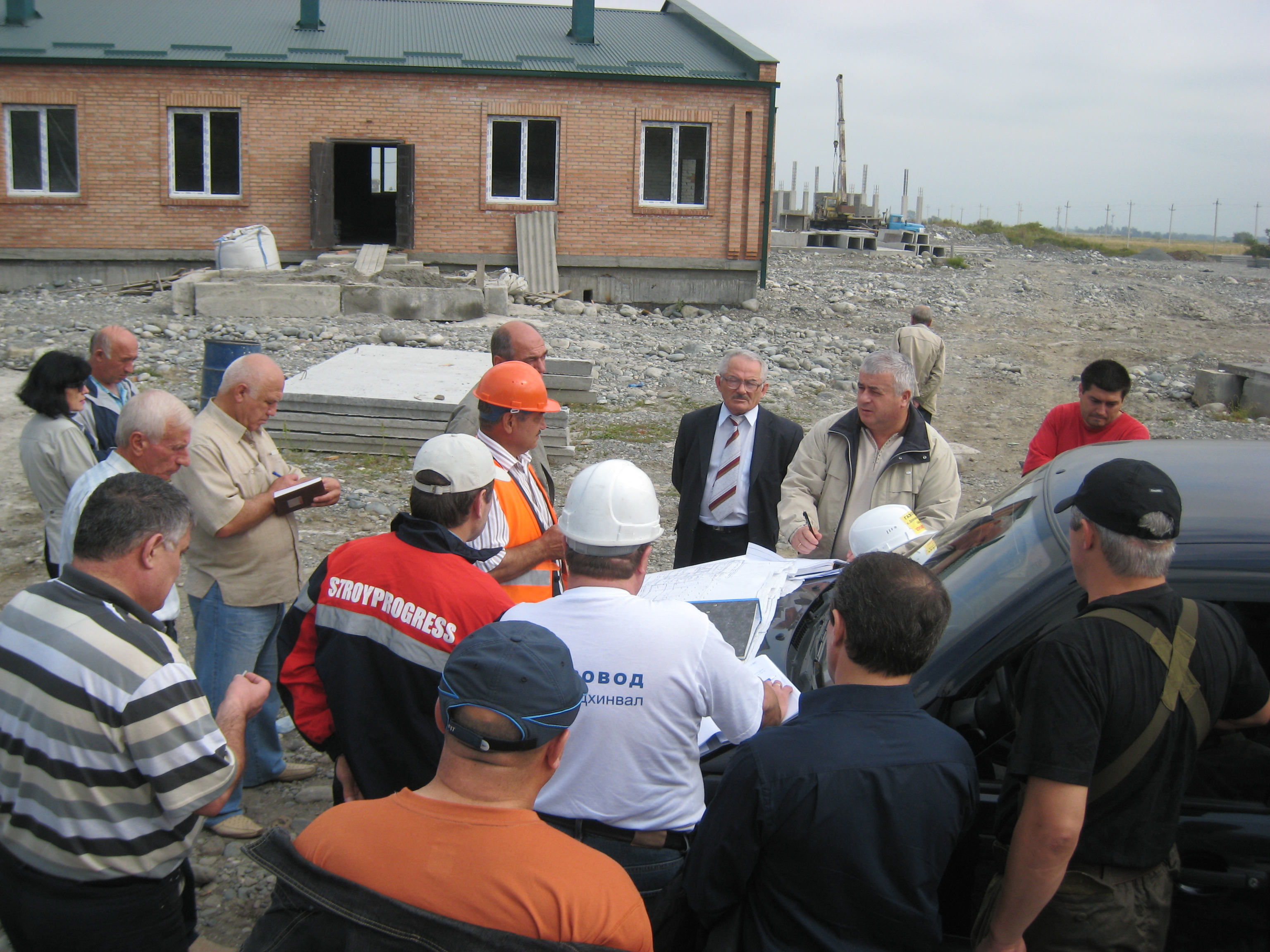
На строительстве газопровода «Дзуарикау — Цхинвал»

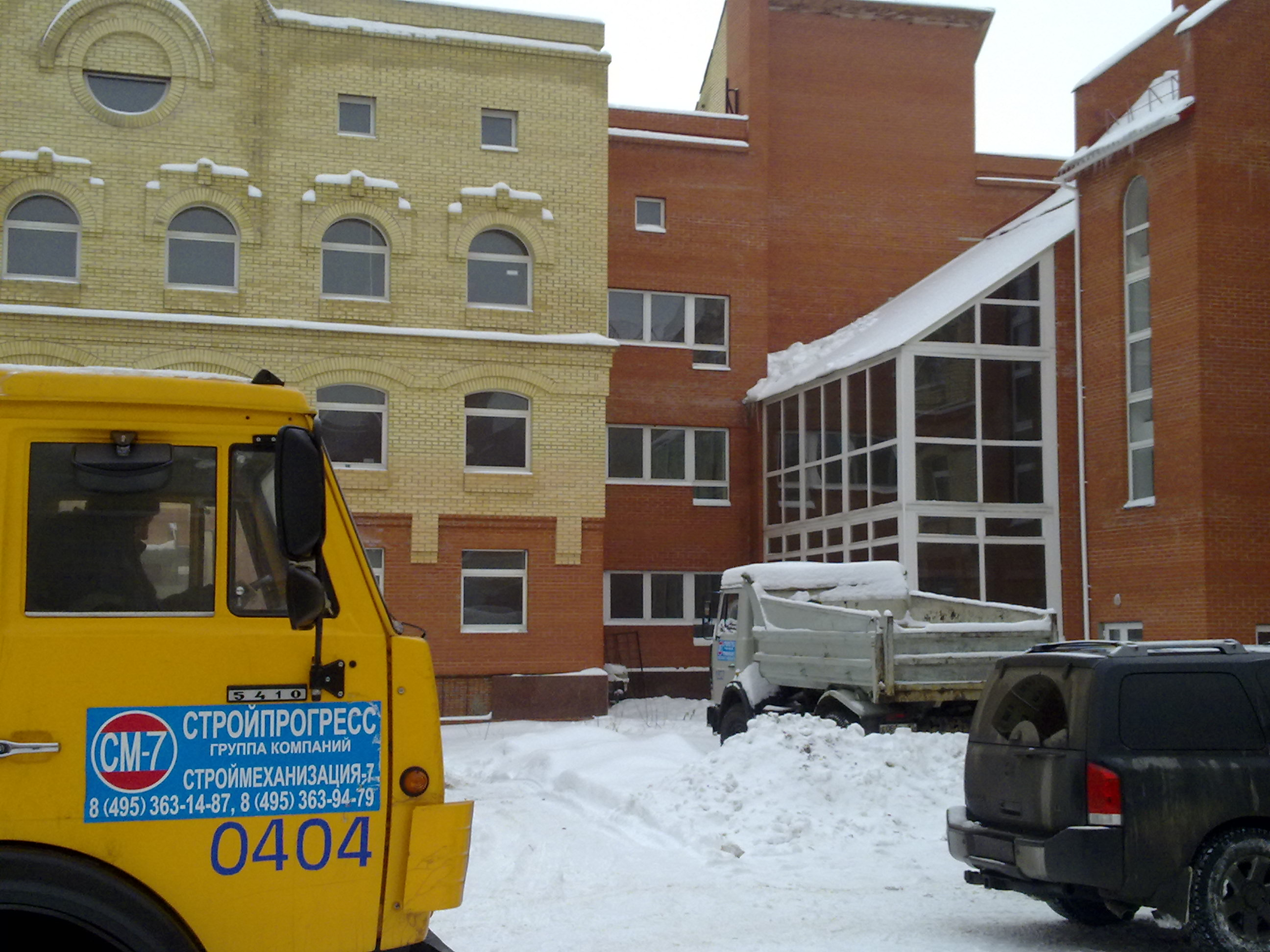
Грузовик «Стройпрогресса» перед учебным центром «Мострансгаза» в Тамбовской области

Президент и основной владелец группы компаний — А. А. Джуссоев. Старший вице-президент — Ю. И. Морозов.

## История
Основана 18 февраля 1989 года в ходе реорганизации одного из объединений «Главмоспромстроя».
В числе реализованных проектов «Стройпрогресса»:
- Газопровод Дзуарикау — Цхинвал — самый высокогорный газопровод в мире (высшая точка — Кударский перевал, 3148 м), решивший проблему зависимости Южной Осетии от поставок газа из Грузии и позволивший газифицировать несколько сёл Алагирского района Северной Осетии. Заказчик строительства газопровода — дочерняя компания «Газпрома» ООО «Газпром трансгаз Ставрополь» (ранее — ООО «Кавказтрансгаз»).

- Рекреационный центр «Золотой город» в Веневском районе Тульской области по проекту китайского архитектора Чая Хайяня[2].

- Учебный центр в Первомайском районе Тамбовской области. Заказчик строительства газопровода — дочерняя компания «Газпрома» ООО «Мострансгаз»[3].

- Коммуникационный коридор инженерных сетей протяженностью более 27 км до промышленной зоны объекта по уничтожению химического оружия в г. Щучье Курганской области.

- В сотрудничестве с компанией Lurgi (Германия) были построены и введены в эксплуатацию основные производственные корпуса на объекте по уничтожению химического оружия в г. Камбарка Удмуртской Республики.

Среди перспективных проектов — строительство жилого микрорайона в Московской области (пос. Томилино) и 85-этажного бизнес-центра на Алтуфьевском шоссе в Москве.
«Стройпрогресс» строит и воссоздает православные храмы в Москве, Курганской области, на Северном Кавказе. За воссоздание Домовой церкви московского Дома ветеранов сцены им. А. А. Яблочкиной руководство компании получило высокие награды Святейшего Патриарха Алексия Второго.